# Воскресеновка (Мамлютский район)
Воскресеновка (каз. Воскресеновка) — село в Мамлютском районе Северо-Казахстанской области Казахстана. Административный центр Воскресеновского сельского округа. Код КАТО — 595235100.

## География
Находится в 10-ти километрах от районного центра.

## Население
В 1999 году население села составляло 1163 человека (568 мужчин и 595 женщин). По данным переписи 2009 года в селе проживал 931 человек (456 мужчин и 475 женщин).